# Сайто Манабу
Манабу Сайто (яп. (齋藤 学, нар. 4 квітня 1990, Префектура Канаґава) — японський футболіст, нападник клубу «Йокогама Ф. Марінос» та національної збірної Японії.

## Клубна кар'єра
У дорослому футболі дебютував 2008 року виступами за команду клубу «Йокогама Ф. Марінос», в якій протягом наступних трьох сезонів провів лише 23 матчі в чемпіонаті.
В сезоні 2011 року захищав на умовах оренди кольори команди друголігового клубу «Ехіме».
До складу клубу «Йокогама Ф. Марінос» повернувся з оренди 2012 року. Відтоді став гравцем основного складу команди з Йокогами.

## Виступи за збірні
2012 року  захищав кольори олімпійської збірної Японії. У складі цієї команди провів 14 матчів, забив 2 голи. У складі збірної — учасник  футбольного турніру на Олімпійських іграх 2012 року у Лондоні.
2013 року дебютував в офіційних матчах у складі національної збірної Японії. Наразі провів у формі головної команди країни 4 матчі, забивши 1 гол.

## Статистика виступів

### Статистика клубних виступів
Станом на 9 березня 2014 року
| Клуб                  | Сезон             | Чемпіонат | Чемпіонат |
| Клуб                  | Сезон             | Ігор      | Gol       |
| --------------------- | ----------------- | --------- | --------- |
| «Йокогама Ф. Марінос» | 2008              | 7         | 0         |
| «Йокогама Ф. Марінос» | 2009              | 11        | 0         |
| «Йокогама Ф. Марінос» | 2010              | 5         | 0         |
| «Йокогама Ф. Марінос» | Усього            | 23        | 0         |
| «Ехіме»               | 2011              | 36        | 14        |
| «Ехіме»               | Усього            | 36        | 14        |
| «Йокогама Ф. Марінос» | 2012              | 29        | 6         |
| «Йокогама Ф. Марінос» | 2013              | 24        | 4         |
| «Йокогама Ф. Марінос» | 2014              | 7         | 1         |
| «Йокогама Ф. Марінос» | Усього            | 60        | 11        |
| Усього за кар'єру     | Усього за кар'єру | 119       | 25        |

### Статистика виступів у національній збірній
| Збірна Японії | Збірна Японії | Збірна Японії |
| Роки          | Ігри          | голи          |
| ------------- | ------------- | ------------- |
| 2013          | 3             | 1             |
| 2014          | 2             | 0             |
| Усього        | 5             | 1             |

## Титули і досягнення
- Чемпіон Японії: 2018, 2020
- Володар Кубка Імператора Японії: 2013
- Володар Кубка Джей-ліги: 2019, 2021
- Володар Суперкубка Японії: 2019

Збірні
- Переможець Юнацького (U-17) кубка Азії: 2006
- Переможець Кубка Східної Азії: 2013